# Skoky do vody na mistrovství Evropy v plaveckých sportech 2018
Závody v skocích do vody na mistrovství Evropy v plaveckých sportech za rok 2018 proběhly v Edinburghu, Spojené království ve dnech 8. až 12. srpna 2018. 

## Česká stopa
Na tomto mistrovství Evropy Česko nemělo ve skocích do vody zastoupení.

## Výsledky

### Individuální disciplíny
| Muži              | Zlato                     | Zlato  | Stříbro                | Stříbro | Bronz                    | Bronz  |
| ----------------- | ------------------------- | ------ | ---------------------- | ------- | ------------------------ | ------ |
| Skoky z 1 m prkna | Jack Laugher (GBR)        | 414,60 | Giovanni Tocci (ITA)   | 401,10  | James Heatly (GBR)       | 391,70 |
| Skoky z 3 m prkna | Jack Laugher (GBR)        | 525,95 | Ilja Zacharov (RUS)    | 519,05  | Jevgenij Kuzněcov (RUS)  | 508,05 |
| Skoky z 10 m věže | Alexandr Bondar (RUS)     | 542,05 | Nikita Šlejcher (RUS)  | 481,15  | Benjamin Auffret (FRA)   | 480,60 |
| Ženy              | Zlato                     | Zlato  | Stříbro                | Stříbro | Bronz                    | Bronz  |
| Skoky z 1 m prkna | Marija Poljakovová (RUS)  | 285,55 | Naděžda Bažinová (RUS) | 276,00  | Elena Bertocchiová (ITA) | 271,25 |
| Skoky z 3 m prkna | Grace Reidová (GBR)       | 329,40 | Alicia Blaggová (GBR)  | 327,70  | Tina Punzelová (GER)     | 324,65 |
| Skoky z 10 m věže | Celine van Duijnová (NED) | 319,10 | Noemi Batkiová (ITA)   | 315,00  | Maria Kurjová (GER)      | 308,15 |

### Týmové disciplíny
| Muži                                               | Zlato                                                     | Zlato  | Stříbro                                                    | Stříbro | Bronz                                                    | Bronz  |
| -------------------------------------------------- | --------------------------------------------------------- | ------ | ---------------------------------------------------------- | ------- | -------------------------------------------------------- | ------ |
| Synchronizované skoky dvojic z 3 m prkna           | Rusko (RUS) (Jevgenij Kuzněcov, Ilja Zacharov)            | 431,16 | Spojené království (GBR) (Jack Laugher, Christopher Mears) | 430,62  | Německo (GER) (Patrick Hausding, Lars Rüdiger)           | 394,77 |
| Synchronizované skoky dvojic z 10 m věže           | Rusko (RUS) (Alexandr Bondar, Viktor Minibajev)           | 423,12 | Spojené království (GBR) (Matthew Dixon, Noah Williams)    | 399,90  | Arménie (ARM) (Vladimir Arutjunjan, Lev Sarkisjan)       | 396,84 |
| Ženy                                               | Zlato                                                     | Zlato  | Stříbro                                                    | Stříbro | Bronz                                                    | Bronz  |
| Synchronizované skoky dvojic z 3 m prkna           | Itálie (ITA) (Elena Bertocchiová, Chiara Pellacaniová)    | 289,26 | Německo (GER) (Lena Hentschelová, Tina Punzelová)          | 286,80  | Rusko (RUS) (Naděžda Bažinová, Kristina Ilinychová)      | 282,90 |
| Synchronizované skoky dvojic z 10 m věže           | Spojené království (GBR) (Eden Chengová, Lois Toulsonová) | 289,74 | Rusko (RUS) (Jekatěrina Beljajevová, Julija Timošininová)  | 288,60  | Německo (GER) (Maria Kurjová, Elena Wassenová)           | 284,64 |
| Mix                                                | Zlato                                                     | Zlato  | Stříbro                                                    | Stříbro | Bronz                                                    | Bronz  |
| Synchronizované skoky smíšených dvojic z 3 m prkna | Německo (GER) (Tina Punzelová, Lou Massenberg)            | 313,50 | Spojené království (GBR) (Grace Reidová, Ross Haslam)      | 308,67  | Ukrajina (UKR) (Viktorija Kesarová, Stanislav Oliferčyk) | 291,81 |
| Synchronizované skoky smíšených dvojic z 10 m věže | Rusko (RUS) (Julija Timošininová, Nikita Šlejcher)        | 309,63 | Spojené království (GBR) (Lois Toulsonová, Matthew Lee)    | 307,80  | Německo (GER) (Christina Wassenová, Florian Fandler)     | 278,64 |
| Smíšený tým                                        | Ukrajina (UKR) (Sofija Lyskunová, Oleh Kolodij)           | 355,90 | Německo (GER) (Maria Kurjová, Lou Massenberg)              | 352,60  | Rusko (RUS) (Julija Timošininová, Jevgenij Kuzněcov)     | 349,55 |

## Medailová bilance
Ve skocích do vody se rozdělilo celkem 13 sad medailí.
| Pořadí | Stát                     |       | Muži    | Muži  | Muži  |         | Ženy  | Ženy  | Ženy    |       | Mix   | Mix     | Mix   |  | Muži + Ženy + Mix | Muži + Ženy + Mix | Muži + Ženy + Mix | Celkem |
| Pořadí | Stát                     | Zlato | Stříbro | Bronz | Zlato | Stříbro | Bronz | Zlato | Stříbro | Bronz | Zlato | Stříbro | Bronz |  |                   |                   |                   | Celkem |
| ------ | ------------------------ | ----- | ------- | ----- | ----- | ------- | ----- | ----- | ------- | ----- | ----- | ------- | ----- |  | ----------------- | ----------------- | ----------------- | ------ |
| 1.     | Rusko (RUS)              |       | 3       | 2     | 1     |         | 1     | 2     | 1       |       | 1     | 0       | 1     |  | 5                 | 4                 | 3                 | 12     |
| 2.     | Spojené království (GBR) |       | 2       | 2     | 1     |         | 2     | 1     | 0       |       | 0     | 2       | 0     |  | 4                 | 5                 | 1                 | 10     |
| 3.     | Německo (GER)            |       | 0       | 0     | 1     |         | 0     | 1     | 3       |       | 1     | 1       | 1     |  | 1                 | 2                 | 5                 | 8      |
| 4.     | Itálie (ITA)             |       | 0       | 1     | 0     |         | 1     | 1     | 1       |       | 0     | 0       | 0     |  | 1                 | 2                 | 1                 | 4      |
| 5.     | Ukrajina (UKR)           |       | 0       | 0     | 0     |         | 0     | 0     | 0       |       | 1     | 0       | 1     |  | 1                 | 0                 | 1                 | 2      |
| 6.     | Nizozemsko (NED)         |       | 0       | 0     | 0     |         | 1     | 0     | 0       |       | 0     | 0       | 0     |  | 1                 | 0                 | 0                 | 1      |
| 7.     | Arménie (ARM)            |       | 0       | 0     | 1     |         | 0     | 0     | 0       |       | 0     | 0       | 0     |  | 0                 | 0                 | 1                 | 1      |
| 7.     | Francie (FRA)            |       | 0       | 0     | 1     |         | 0     | 0     | 0       |       | 0     | 0       | 0     |  | 0                 | 0                 | 1                 | 1      |
| Celkem | Celkem                   |       | 5       | 5     | 5     |         | 5     | 5     | 5       |       | 3     | 3       | 3     |  | 13                | 13                | 13                | 39     |